# Réseaux autoroutiers européens

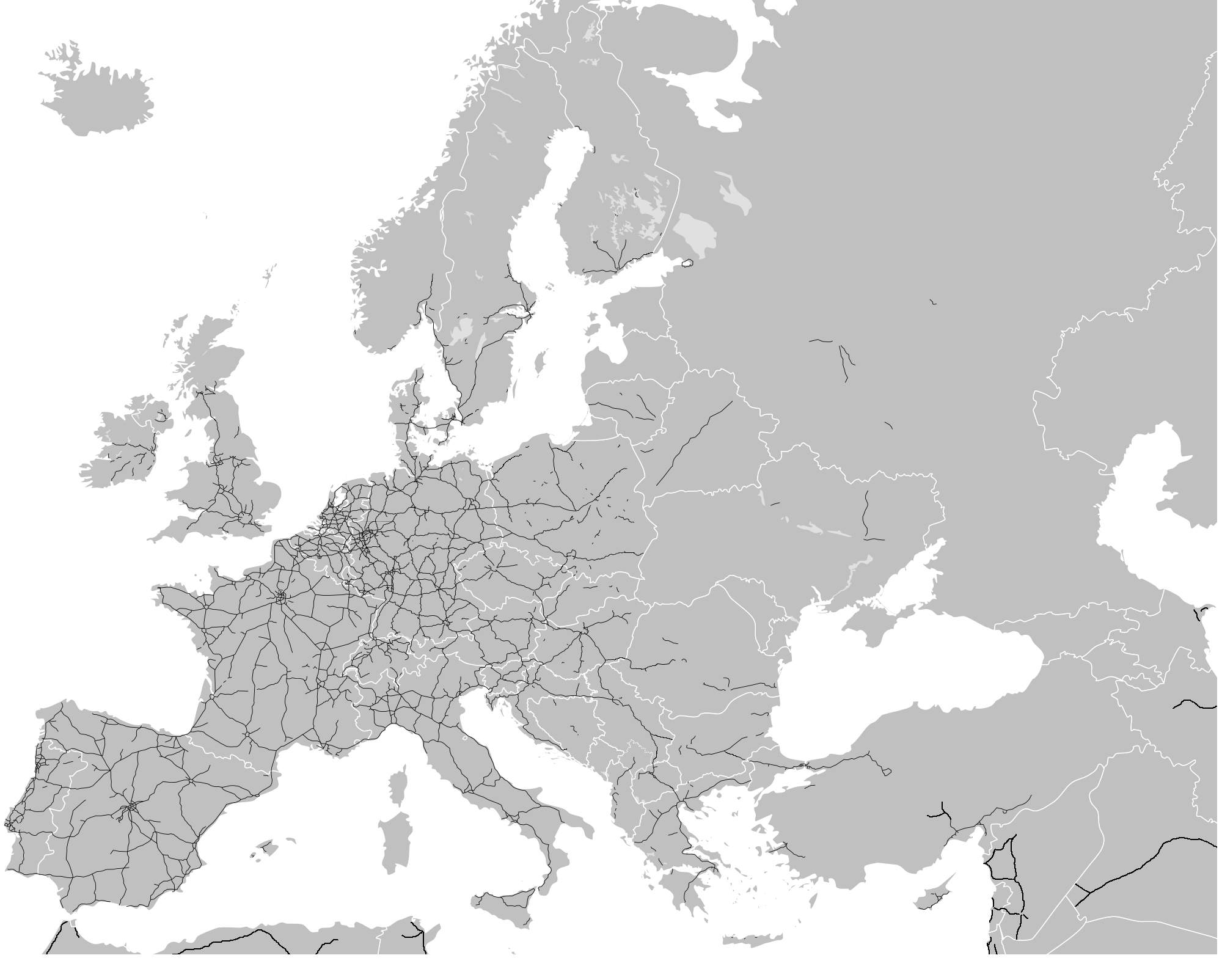
Une partie des routes européennes sont des autoroutes.

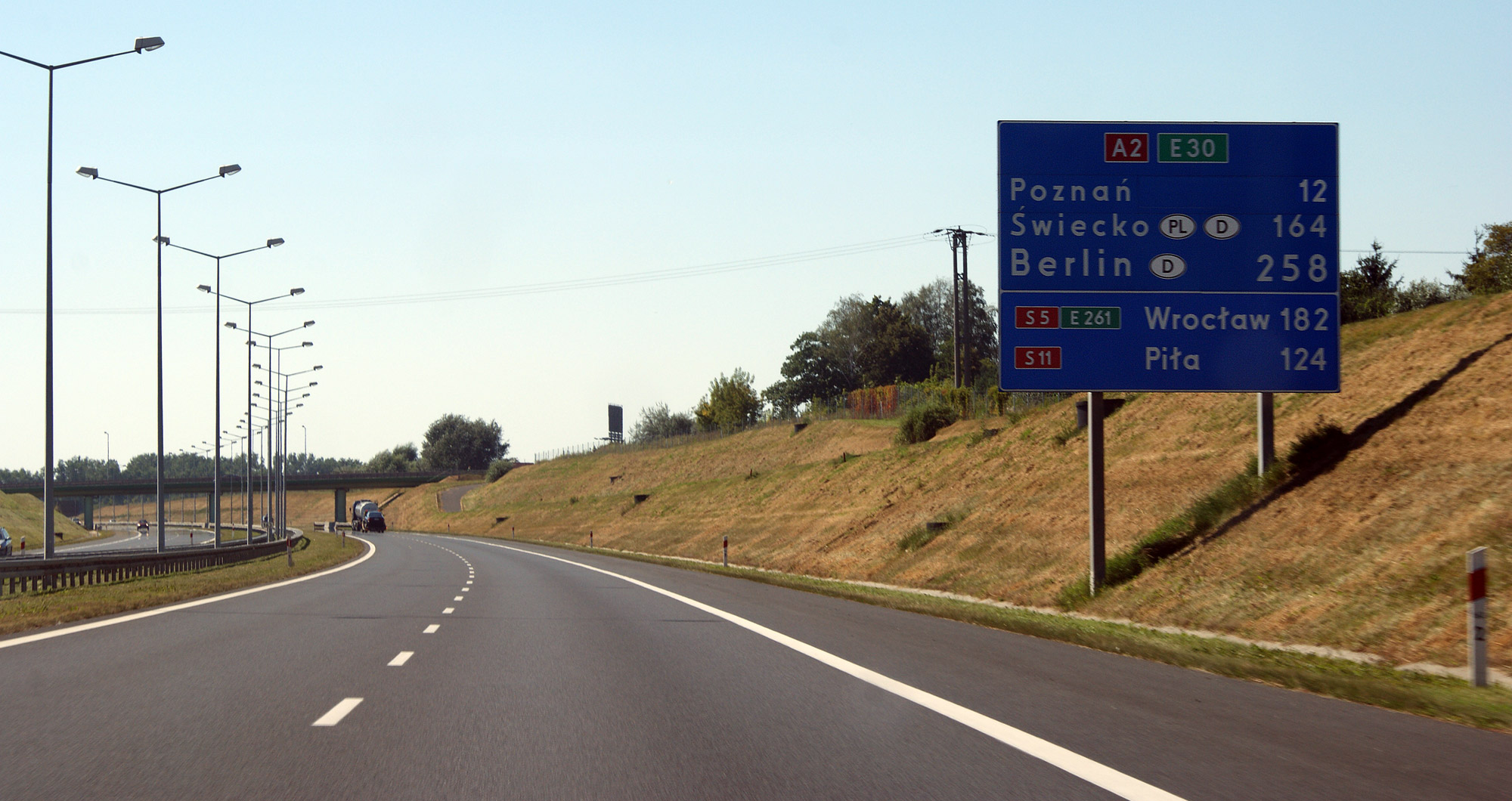
L'autoroute A2/E30 près de l'échangeur de Poznań, Pologne

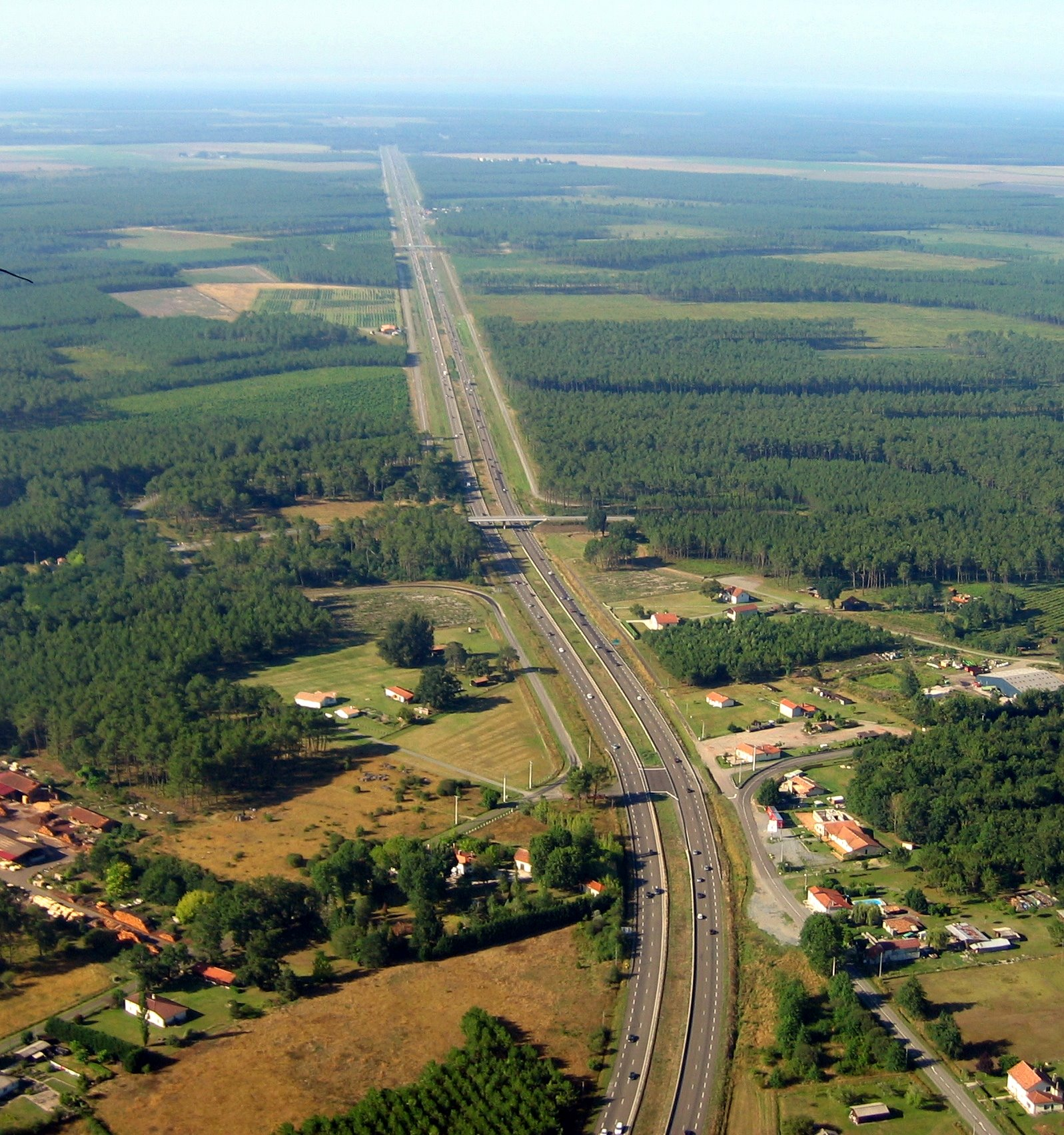
L'autoroute française A63 traversant les Landes.

Les réseaux autoroutiers européens sont l'ensemble des réseaux autoroutiers des différents pays européens.
Cumulés ensemble ils représentent 80 000 kilomètres d'autoroutes.
Bien que les autoroutes ne constituent qu'une petite part de l'ensemble du réseau routier, leur longueur a plus que triplé au cours des 30 dernières années. Cette croissance spectaculaire peut être notée pour la Grèce et l'Espagne. En 2000, le réseau autoroutier le plus étendu dans l'UE15 se trouve en Allemagne, suivi par la France et l'Espagne
Entre 1995 et 2005, la longueur du réseau autoroutier de l'UE 28 a augmenté de 20 %
L’augmentation de la longueur du réseau autoroutier ne suffit pas à mesurer l'augmentation de réseau autoroutier, car les autoroutes ont aussi pour certaines vu augmenter le nombre de leurs voies.
Les réseaux autoroutiers peuvent contribuer à une meilleure sécurité routière.
Dans trois États de l'Union européenne, il n'y a pas d'autoroute : Malte, la Lettonie et l'Estonie.

## Histoire
Dès 1923, l'ingénieur italien Piero Puricelli avait ébauché le schéma de l'autoroute moderne par ses travaux et, en 1924, fut à l'origine de la première autoroute ouverte le 21 septembre entre Milan et Varèse. En 1926, la « Charte de Milan » donnait une première définition officielle de l'autoroute.
En 1950 une déclaration de grande route de trafic international est signée à Genève, avant d'être modifiée en 1961.
En 1955, la Suisse ouvre sa première autoroute : Lucerne-Sud - Horw, qui appartient maintenant à l'Autoroute suisse A2.
En 1957, L'Association mondiale de la route donne une définition internationale de l'autoroute qui sera ensuite adoptée lors d'une réunion des ministres de la Conférence européenne des ministres des Transports, les caractéristiques techniques devenant alors communes à toute l'Europe.
En novembre 1961, pour la connexion entre la France et la Belgique, une première section de l'autoroute A2 française qui, adossée à l'A1 française, doit rejoindre la frontière belge est déclarée d'« utilité publique ».
En 1972, la Pologne et la Hongrie ont demandé l’aide des Nations unies pour le développement d’un itinéraire autoroutier connectant Gdańsk à la Turquie sur une distance de 10 000 km.
En 1975, l'accord européen sur les grandes routes de trafic international (AGR) du 15 novembre 1975 est signé.
Dans les années 1970, la France se connecte à l'Espagne : le projet d'autoroute du Languedoc sera construit sur près de vingt ans, en deux temps, d'abord entre Orange au Le Perthus, à la frontière espagnole dès 1971, pour une livraison totale en 1978, pour un projet qui avait été pris en considération dans les années 1960.
En 1976, en Espagne, achèvement de l'A-17 qui raccorde Barcelone au réseau autoroutier français sur l'A9.
En 1995, entrée en vigueur de l'accord de Schengen, qui prévoit la disparition des contrôles aux frontières intérieures des pays membres, avec en contrepartie un renforcement des contrôles aux frontières externes de l'espace et une coopération accrue des polices. Initialement signé par dix pays de l'Union européenne, l'accord n'est d'abord appliqué que par sept d'entre eux: Benelux, Allemagne, France, Espagne et Portugal. L'Italie pour sa part doit se conformer à Schengen à partir du 1er avril 1998.
En 2004, apparition de la directive 2004/52/CE du Parlement européen et du Conseil du 29 avril 2004 concernant l'interopérabilité des systèmes de télépéage routier dans la Communauté, qui bénéficie essentiellement aux poids-lourds traversant les frontières nationales et circulant sur les autoroutes. Sont susceptibles d'en bénéficier 30 millions de poids-lourds sur seulement neuf frontières.
Le 6 octobre 2009, apparition de la décision 2009/750/CE relative à la définition du service européen de télépéage et à ses aspects techniques. Cette directive précise la directive 2004/52/CE.
En 2011, à la suite d'un accord entre deux sociétés d'autoroutes, le télépéage est devenu opérationnel de part et d'autre de la frontière franco-espagnole.
En 2013, l’Europe met en place des procédures d'accord pour pouvoir plus facilement faire appliquer les infractions routières sans frontière.

## Caractéristiques
En Europe, le concept d'autoroute est le mieux défini, les autres catégories de routes étant définies diversement suivant les pays,.
Certains traités, comme le TRANS/SC.1/2002/3 prévoient trois types de routes : les autoroutes, les routes express et les routes ordinaires.
De nombreux pays européens adhèrent à l'un ou l'autre des traités qui donne un cadre aux autoroutes, comme la Convention de Vienne sur la signalisation routière ou la Convention de Vienne sur la circulation routière, mais aussi au traité de route européenne.
Ces traités donnent une définition commune du concept d'autoroute.
Par ailleurs, quinze pays du TEM en donnent une définition encore plus précise, mais en langue anglaise, dans leur document de standardisation.
| définition commune à la Convention de Vienne sur la signalisation routière et à la Convention de Vienne sur la circulation routière | Association mondiale de la route (PIARC) |
| --- | --- |
| Autoroute Le terme « autoroute » désigne une route qui est spécialement conçue et construite pour la circulation automobile, qui ne dessert pas les propriétés riveraines et qui : 1. Sauf en des points singuliers ou à titre temporaire, comporte, pour les deux sens de la circulation, des chaussées distinctes séparées l’une de l’autre par une bande de terrain non destinée à la circulation ou, exceptionnellement, par d’autres moyens ; 2. Ne croise à niveau ni route, ni voie de chemin de fer ou de tramway, ni chemin pour la circulation de piétons ; 3. Est spécialement signalée comme étant une autoroute One green or blue symbol (like ) appears at motorway entry in countries which follow Vienna Convention. Exit is marked with another symbol: | Autoroute : Route spécialement conçue et construite exclusivement pour la circulation automobile, qui ne dessert pas les propriétés riveraines et qui : 1. sauf en des points singuliers ou à titre temporaire, comporte, pour les deux sens de circulation, des chaussées distinctes séparées l'une de l'autre par un terre-plein non circulé ou, exceptionnellement, par d'autres moyens ; 2. ne croise à niveau ni route ou autoroute, ni voie de chemin de fer ou de tramway, ni chemin pour la circulation de piétons ; 3. est spécialement signalée et est réservée à certaines catégories de véhicules routiers automobiles. |

## Signalisation
La signalisation routière sur les autoroutes européennes suivent la Convention de Vienne, sauf en Irlande. On y trouve pourtant quelques spécificités, comme la couleur de panneaux, vert ou bleu suivant le pays, ou les spécificités liées aux panneaux informatifs des autoroutes, ou les spécificités liées aux panneaux dynamiques.

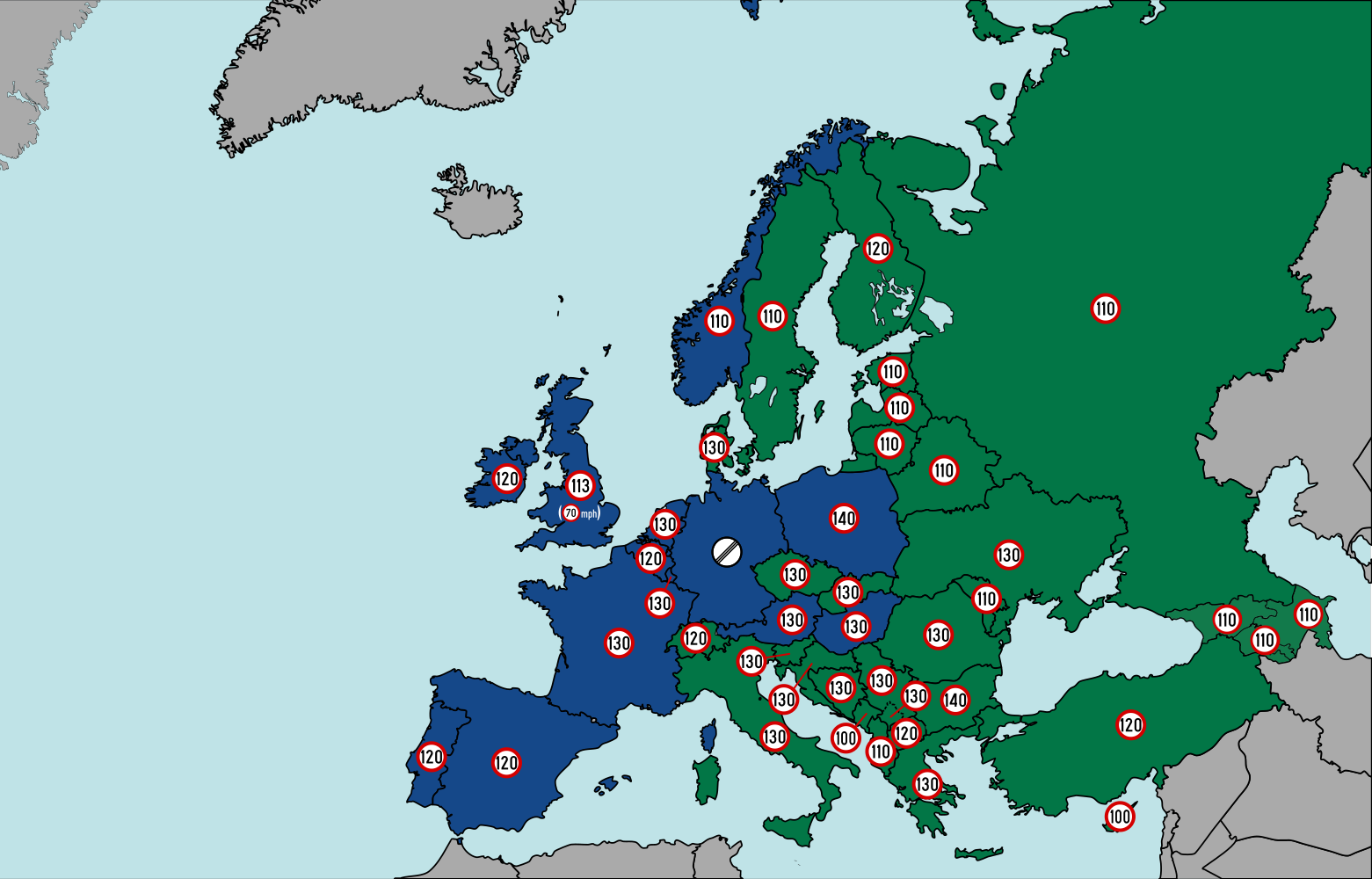
Couleur des panneaux autoroutier et limites de vitesse sur autoroute en Europe.
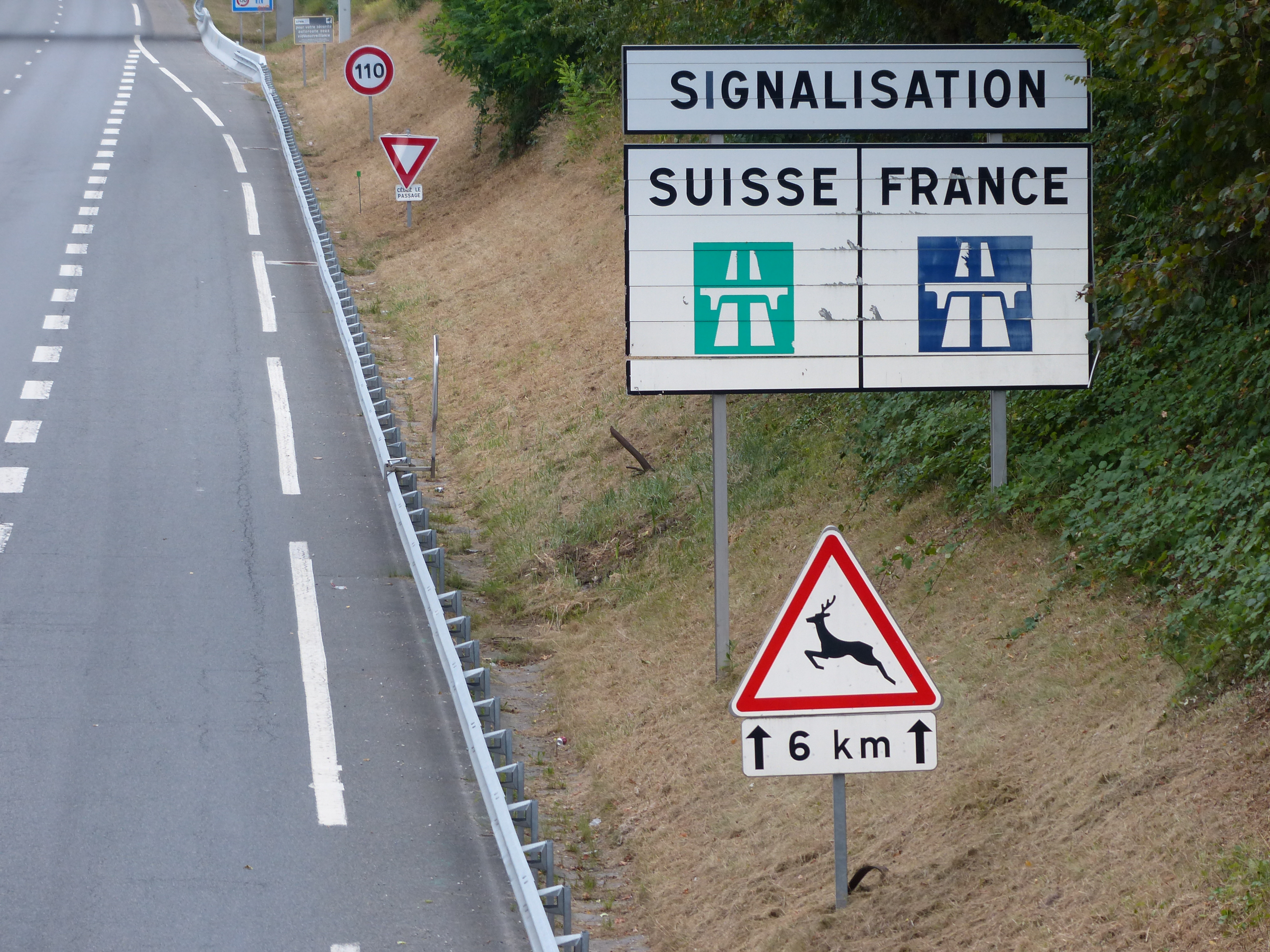
Panneau français signalant le changement de couleur après avoir quitté la Suisse.

|                          | Allemagne | Autriche | Belgique | Danemark | Espagne | Finlande | France | Grèce | Hongrie | Irlande     | Islande     | Italie | Norvège | Pays-Bas | Pologne | Portugal | Royaume-Uni | Russie & Biélorussie | Serbie | Slovaquie | Suède | Suisse | Tchéquie | Ukraine |
| Route à accès réglementé |           |          |          |          |         |          |        |       |         | Non utilisé | Non utilisé |        |         |          |         |          | Non utilisé |                      |        |           |       |        |          |         |
| Autoroute                |           |          |          |          |         |          |        |       |         |             | Non utilisé |        |         |          |         |          |             |                      |        |           |       |        |          |         |

## Statistiques européennes

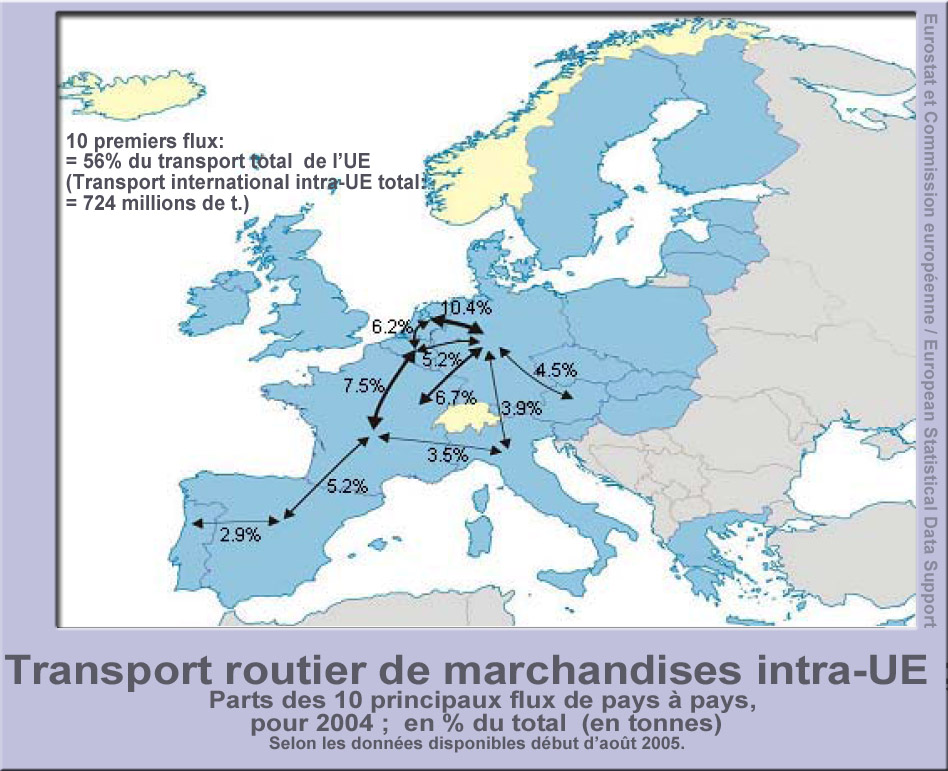
Les 10 plus grands flux de fret routier intra-UE de pays à pays, en 2004 ; en % du total (mesuré en tonnes)
1; Ils représentent 56 % du transport total de l’UE (724 millions de t)

En 2016, dans l’UE28  les États comptent environ   73 500 kilomètres d’ « autoroutes » avec des variations de définitions selon les États.
Selon Eurostat (2005), un pays européen moyen disposait en 2005 de 59 205 km d'autoroutes (soit en moyenne 14 km pour 100 000 habitants et 18 km pour 1 000 km2) alors que le reste du réseau routier représentait 3 371 760 km de routes (soit en moyenne 1 221 km pour 100 000 habitants et 1 075 km/1000 km2), avec de fortes variations liées à la taille du pays ou de la région, mais aussi à sa densité de population et au niveau d'industrialisation (actuel ou passé) du territoire.
Les réseaux autoroutiers les plus denses ont été construits aux Pays-Bas, au Luxembourg et à Chypre (autour de Paris et dans le Nord du pays en France) ; 
En termes de desserte régionale, les zones fortement urbanisées, portuaire et/ou (anciennement) industrielle prédominent, avec par exemple dans l'ouest des Pays-Bas, une densité autoroutière de plus de 100 km pour 1 000 km2 de territoire. 
Les régions à PIB élevé n'affichent pas nécessairement une forte densité autoroutière. C'est néanmoins le cas des régions de Düsseldorf et Cologne (Allemagne) et de la Communauté de Madrid (Espagne), où le réseau autoroutier est particulièrement dense.
- Par habitant c'est à Chypre qu'il y a le plus d'autoroutes (36 km pour 100 000 habitants), devant le Luxembourg (32 km/10 000 hab.), la Slovénie (28 km) et l'Espagne (26 km)[18] ;
- par hectare ou km², les Pays-Bas sont les plus densément couverts d'autoroute (63 km pour 1 000 km2, suivis de près par le Luxembourg (57 km) et de plus loin par l'Allemagne (35 km) et la Suisse (33 km). La densité autoroutière des Pays-Bas est trois fois et demie supérieure à la moyenne de l'UE (18 km, calculée sur la base des données disponibles) ;
- pour les villes-régions, le rapport longueur d'autoroute-superficie peut atteindre jusqu'à 220 km à Lisbonne situé loin devant d'autres régions urbaines (Brême[19] (176 km) puis Grand Manchester au Royaume-Uni (140 km). Outre ces villes-régions (auxquelles on peut ajouter Düsseldorf, Hambourg et Vienne qui figurent également au palmarès des dix premières), trois provinces néerlandaises se distinguent avec des ratios de 100 km ou plus. Ces dernières (Utrecht, Brabant-Septentrional et Hollande-Méridionale) font toutes partie de ladite Randstad (zone la plus peuplée de l'Ouest des Pays-Bas).
- Pour le transport de marchandise, après le transport maritime, le cabotage par camion joue un rôle prédominant[20]. Il semble pouvoir être optimisé, car selon Eurostat, en 2003 (pour les 14 États membres communiquant des données sur cette variable), les parcours à vide étaient 23 % environ des véhicules-kilomètres et plus de 40 % des parcours effectués. Le transport national totalise la grande majorité – environ 90 % – des parcours à vide. En 2003, 25 % des véhicules-kilomètres du transport national ont été effectués à vide, contre 12 % pour le transport international. 
Parmi les tonnes-kilomètres notifiées en 2003, 83 % ont été transportés pour «compte d’autrui», contre seulement 17 % pour «compte propre».

### Politique de l'Union européenne
La commission européenne s'est immiscée dans la question autoroutière au travers de la Directive 2008/96 on Road Infrastructure Safety Management, qui concerne l'ensemble du Trans-European Road Network (TERN).
Le parlement européen a modifié cette directive par le directive (UE) 2019/1936 du 23 octobre 2019. 
Cette directive vise à assurer un niveau de sécurité routière constamment élevé sur l’ensemble du réseau RTE-T et le réseau des autoroutes et des routes principales dans l’ensemble de l’Union, les routes principales étant définies comme une route située en dehors des zones urbaines qui relie les principales villes ou régions, ou les deux, et qui appartient à la catégorie de route la plus élevée en dessous de la catégorie “autoroute” dans la classification nationale des routes en vigueur au 26 novembre 2019.

### Sécurité
Les autoroutes ont été conçues et sont régies par des règles qui assurent une sécurité maximale si l'on en respecte les règles.
Néanmoins, en dix années près de 27500 personnes sont mortes sur les autoroutes de l'Union européenne.
Les progrès réalisés ont conduit à une baisse de nombre de tués de 49 % entre 2004 et 2013.
Dans les pays où la vitesse de 130 km/h n'est généralement pas permis, le taux de tués par milliards de kilomètres-véhicules est généralement inférieur à 3 en 2003, mais il est généralement inférieur à 1,7 entre 2011 et 2013.
Dans les pays où la vitesse de 130 km/h est généralement autorisée, le taux de tués par milliards de kilomètres-véhicules est généralement supérieur à 3 en 2003, mais il est généralement supérieur à 1,7 entre 2011 et 2013.
Ce fait n'est pas une règle systématique et intangible. A titre d'exception l'Irlande avait un taux de 7,4 en 2003, et le Danemark bénéficie d'un taux de 0,8 entre 2011 et 2013.
| Pays |           | tués par milliards de kilomètres-véhicules (2003) | tués par milliards de kilomètres-véhicules (2003) |  | tués par milliards de kilomètres-véhicules (2011/2013). |                         | utilisation de l'autoroute (2003) | utilisation de l'autoroute (2003) |  | vitesse maximale autorisée (en 2003) |
| Pays | autoroute | hors autoroute                                    | autoroute (2011-2013)                             |  | en véhicules par jour et par kilomètre                  | en proportion du trafic |                                   |                                   |  | vitesse maximale autorisée (en 2003) |
| --- | --------- | ------------------------------------------------- | ------------------------------------------------- |  | ------------------------------------------------------- | ----------------------- | --------------------------------- | --------------------------------- |  | --- |
| Allemagne |           | 3,8                                               | 12,4                                              |  | 1,9                                                     |                         | 48 710                            | 31 %                              |  | Aucune limitation pour 66,5% du réseau sur les 11 980 kilomètres de réseau autoroutier que compte le pays[réf. souhaitée] (130 km/h recommandé) De 100 km/h à 120 km/h selon les routes pour le reste du réseau. |
| Autriche |           | 5,9                                               | 13,4                                              |  | 1,8                                                     |                         | 30 077                            | 23 %                              |  | 130 km/h |
| Danemark |           | 3,0                                               | 11,9                                              |  | 0,8                                                     |                         | 29 454                            | 25 %                              |  | 130 km/h |
| Finlande |           | 1,4                                               | 8,3                                               |  | 1,6                                                     |                         | 22 780                            | 10 %                              |  | 120 km/h |
| France |           | 4,0                                               | 12,8                                              |  | 1,7                                                     |                         | 31 979                            | 21 %                              |  | 130 km/h 110 km/h en cas de pluie et sur certaines portions autoroutières 90 km/h dans certaines autoroutes proches de zones urbaines (ex : A20 à Limoges)                                                       |
| Grèce |           |                                                   |                                                   |  |                                                         |                         |                                   |                                   |  | 120 km/h (130 km/h sur certaines portions autoroutières, notamment sur l'A2 entre Thessalonique et Igoumenítsa)                                                                                                  |
| Irlande |           | 7,4                                               | 11,0                                              |  |                                                         |                         | 26 730                            | 4 %                               |  | 120 km/h |
| Pays-Bas |           | 2,1                                               | 11,7                                              |  | 1,2                                                     |                         | 66 734                            | 41 %                              |  | 120 km/h (130 km/h sur certaines portions autoroutières, notamment sur l'A16 entre Bréda et Dordrecht) |
| République tchèque |           | 9,9                                               | 34,3                                              |  | 3,0                                                     |                         | 25 714                            | 11 %                              |  | 130 km/h |
| Royaume-Uni |           | 2,0                                               | 9,3                                               |  | 1                                                       |                         | 85 536                            | 23 %                              |  | 112 km/h (70 mph) |
| Slovaquie |           | 8,1                                               | 18,7                                              |  |                                                         |                         | 15 643                            | 19 %                              |  | 130 km/h |
| Suède |           | 2,5                                               | 9,9                                               |  | 1,2                                                     |                         | 24 183                            | 21 %                              |  | 110 km/h (120 km/h sur certaines portions autoroutières) |
| Suisse |           | 2,8                                               | 11,8                                              |  | 1,6                                                     |                         | 43 641                            | 33 %                              |  | 120 km/h |
| Norvège |           |                                                   |                                                   |  | 1,9                                                     |                         |                                   |                                   |  | |
| Belgique |           |                                                   |                                                   |  | 2,9                                                     |                         |                                   |                                   |  | |
| Slovénie |           |                                                   |                                                   |  | 2,9                                                     |                         |                                   |                                   |  | |
| Italie |           |                                                   |                                                   |  | 3,1                                                     |                         |                                   |                                   |  | |
| Portugal |           |                                                   |                                                   |  | 3,8                                                     |                         |                                   |                                   |  | |
| Hongrie |           |                                                   |                                                   |  | 4,4                                                     |                         |                                   |                                   |  | |
| Pologne |           |                                                   |                                                   |  | 4,8                                                     |                         |                                   |                                   |  | |
| Lituanie |           |                                                   |                                                   |  | 5,3                                                     |                         |                                   |                                   |  | |
| Source : IRTAD – Base de données Internationale sur la Circulation et les Accidents Routiers, Groupes de référence sélectionnés en 2003 et Données sélectionnées en 2003. Pour les données 2011-2013, taux basé sur des estimations qui ne permettent pas les comparaisons; source: European Transport Safety Council. |           |                                                   |                                                   |  |                                                         |                         |                                   |                                   |  | |

| Le graphique qui aurait dû être présenté ici ne peut pas être affiché car il utilise l'ancienne extension Graph, désactivée pour des questions de sécurité. Des indications pour créer un nouveau graphique avec la nouvelle extension Chart sont disponibles ici . |
| Source UE. |

En Europe les passagers sont parmi les premières victimes des accidents.
60 % des personnes tuées sur autoroute ne portaient pas de ceinture de sécurité, alors que les airs bags sont prévus pour fonctionner ensemble avec la ceinture de sécurité.
Bien que les piétons soient interdits sur les autoroutes, 10 % des personnes tuées sur les autoroutes européennes sont des piétons. Ainsi 217 piétons ont été tués sur autoroute en 2012. Les personnes tuées sont soit des usagers de véhicules qui ont quitté leur véhicule, soit des ouvriers travaillant sur l'autoroute, soit des personnes entrées illégalement sur l'autoroute.
La boisson est liée à 20 % à 30 % des collisions sur autoroute dans des pays comme la France, la Finlande, et le Danemark.
La fatigue sur autoroute est également un sujet majeur de préoccupation.

## Trafic
Les autoroutes permettent de nombreux passages de véhicules. Le trafic moyen (TMJA) dépend des pays: pour les véhicules légers, il peut atteindre 12 500 TMJA en Grèce et 35 050 en Autriche; pour les véhicules lourds, il peut atteindre 1314 au Portugal, 16 697 en Turquie et 10 713 en Italie.

## Vitesse
Sur les autoroutes, des vitesses très élevées sont pratiquées, alors que les distances entre les véhicules sont parfois étonnamment faibles, et que la vitesse est un facteur clé dans les dommages causés à l'occasion des collisions.
Les meilleures réductions de vitesse ont été obtenues par la France, à l'aide de radars automatiques, de retrait de point de permis, et d'amendes élevées.
En Suisse, les réductions de vitesse ont été obtenues par l'augmentation de la densité de trafic, l'amélioration des contrôles de vitesse et une réglementation plus stricte pour obtenir le permis de conduire. La Suisse respecte aussi la réglementation EU 2135/98 relative à l'utilisation de tachographes numériques depuis 2006.
Toutefois, entre 15 % et 50 % des conducteurs excèdent la vitesse autorisée de 2008 à 2013.
La notion d'Intelligent Speed Assistance est également émergente.
Pour le projet TEM, la vitesse de conception prévue est généralement de 120 km/h, même si des vitesses de conception de 140 km/h ou 80 km/h peuvent être prévues au cas par cas.

## Péage
33 000 kilomètres sur 55 000 sont susceptibles d'être à péage en 2005.

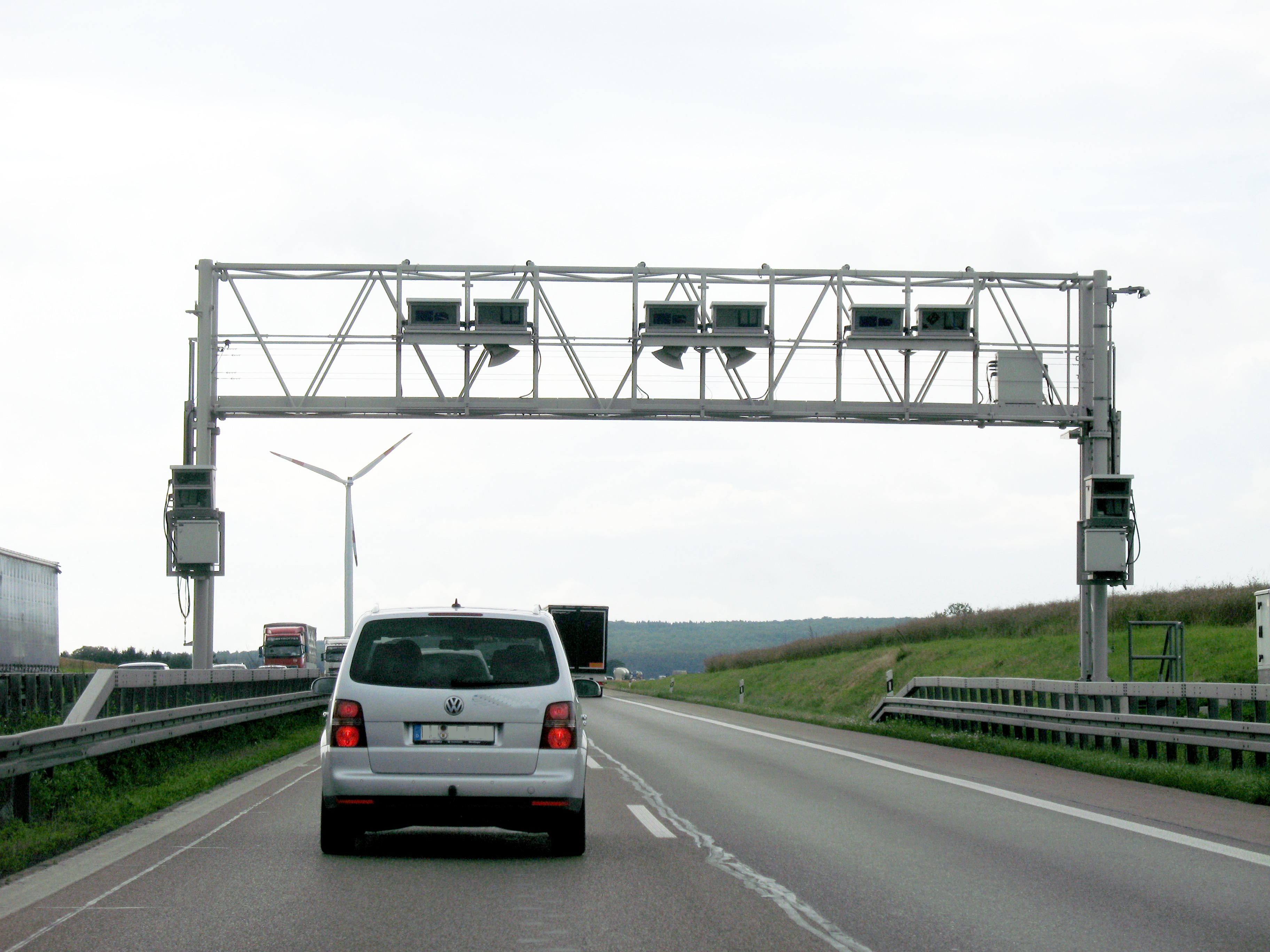
Portique de péage en Allemagne, sur l'A65.

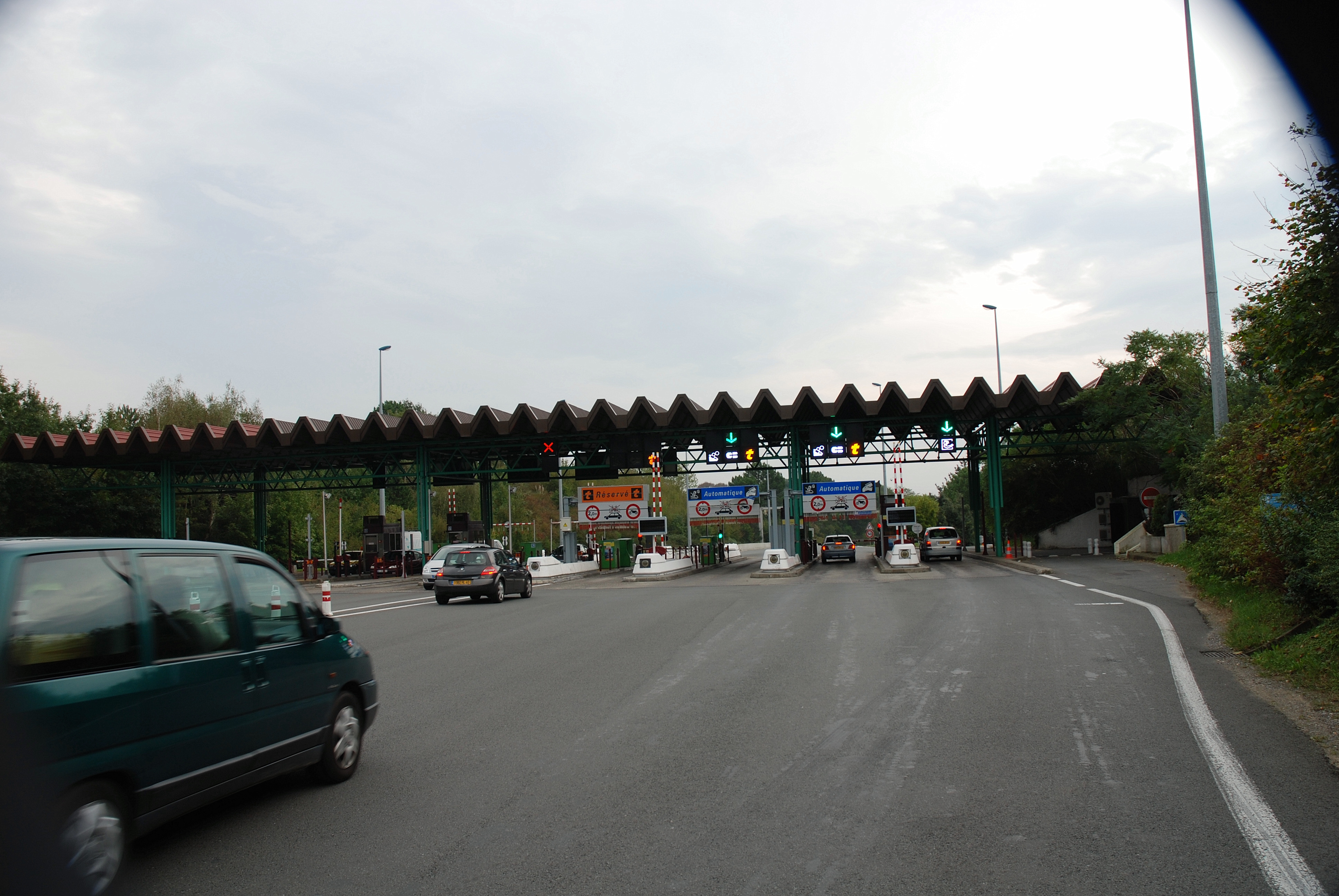
Télépéage en France, sur l'A63.

Différents systèmes de péage existent selon les pays (Eurovignette, GO toll, LKW-Maut, automtic log-on, etc.).
Les systèmes de paiement à la distance parcourue et les electronic toll collection (ETC) sont utilisés pour les poids-lourds sur les autoroutes de pays comme l'Allemagne, la République Tchèque, la Slovaquie, et la Suisse dans le cadre de la politique de l'Union européenne.
D'autres technologies sont utilisées aux barrières de péage des autoroutes en France, Espagne, Italie, Grèce et Serbie.
Par ailleurs, des villes comme Londres, Oslo, Bergen, Trondheim, Rome et Stockholm utilisent des systèmes de péage pour l'accès à la ville.
Sur le projet TEM, trois systèmes de péage existent, mais des systèmes similaires ou identiques existent aussi en Italie, en Espagne ou en France:
- péage fermé (identification du début et de la fin du parcours payant)
- péage ouvert (paiement à un point de passage traversé, sans tenir compte de l'itinéraire)
- péage au poste de frontière

### Asecap
L'Association européenne des concessionnaires d'autoroutes et d'ouvrages à péage (Asecap) est une association d'opérateurs d'autoroutes à péage européens.
La Secap a été créée en 1973 et est devenu une association Asecap en 1993 afin d'être reconnu comme un interlocuteur par les institutions de l'Union européenne.
Les opérateurs de la Asecap gèrent 45000 kilomètres d'autoroutes de pont et de tunnels à travers 20 pays européens.
Sur ce réseau 2,3 personnes sont tuées par milliard de véhicules kilomètres parcourus.

## Financements

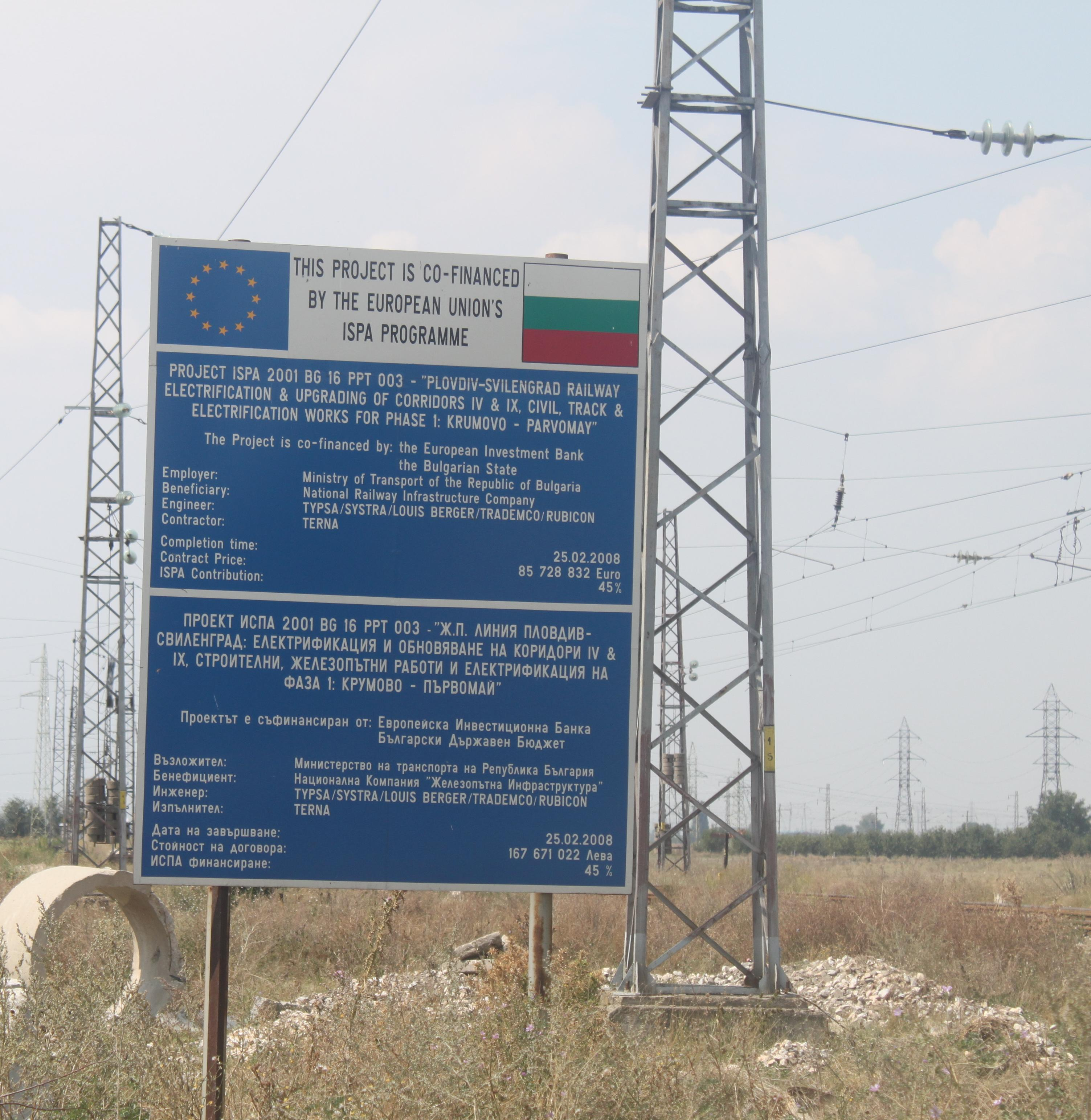
Projet ISPA en Bulgarie.

La construction des autoroutes nécessite un investissement important.
En Europe, plusieurs types de financement existent :
- partenariat public-privé (PPP)
- financement régional ou national
- financement européen (réseau transeuropéen de transport, FEDER, ISPA, Interreg) sous réserve d'un financement national
- Banque européenne d'investissement (BEI)
- Banque européenne pour la reconstruction et le développement (BERD)
- Banque mondiale

### Privatisations
En Europe, trois pays ont particulièrement eu recours aux privatisations: l'Espagne, la France et l'Italie.

### Concessionnaires
| Dénomination            | Longueur             | Chiffre d'affaires                                   | Fin de contrat | Employés |
| ----------------------- | -------------------- | ---------------------------------------------------- | -------------- | -------- |
| Eiffage                 | 2 082 km d'autoroute | 2,2 milliards d'euros de chiffre d'affaires en 2013. |                |          |
| Autostrade per l'Italia | 2 855 km             | 4 milliards d'euros de chiffre d'affaires en 2012    |                | 10 000   |
| Vinci                   | 4 386 km d'autoroute | 4,6 milliards d'euros de chiffre d'affaires en 2013  |                |          |
| Abertis                 | 1 175 km d'autoroute | 1,6 milliard d'euros de chiffre d'affaires en 2013   |                |          |
| APRR                    | 2 282 km             | 2,2 milliards d'euros de chiffre d'affaires          | 2035           |          |

## Ouvrages d'art
Le réseau autoroutier nécessite de nombreux ouvrages d'art, parfois ordinaires, parfois spécifiques aux contraintes du terrain.

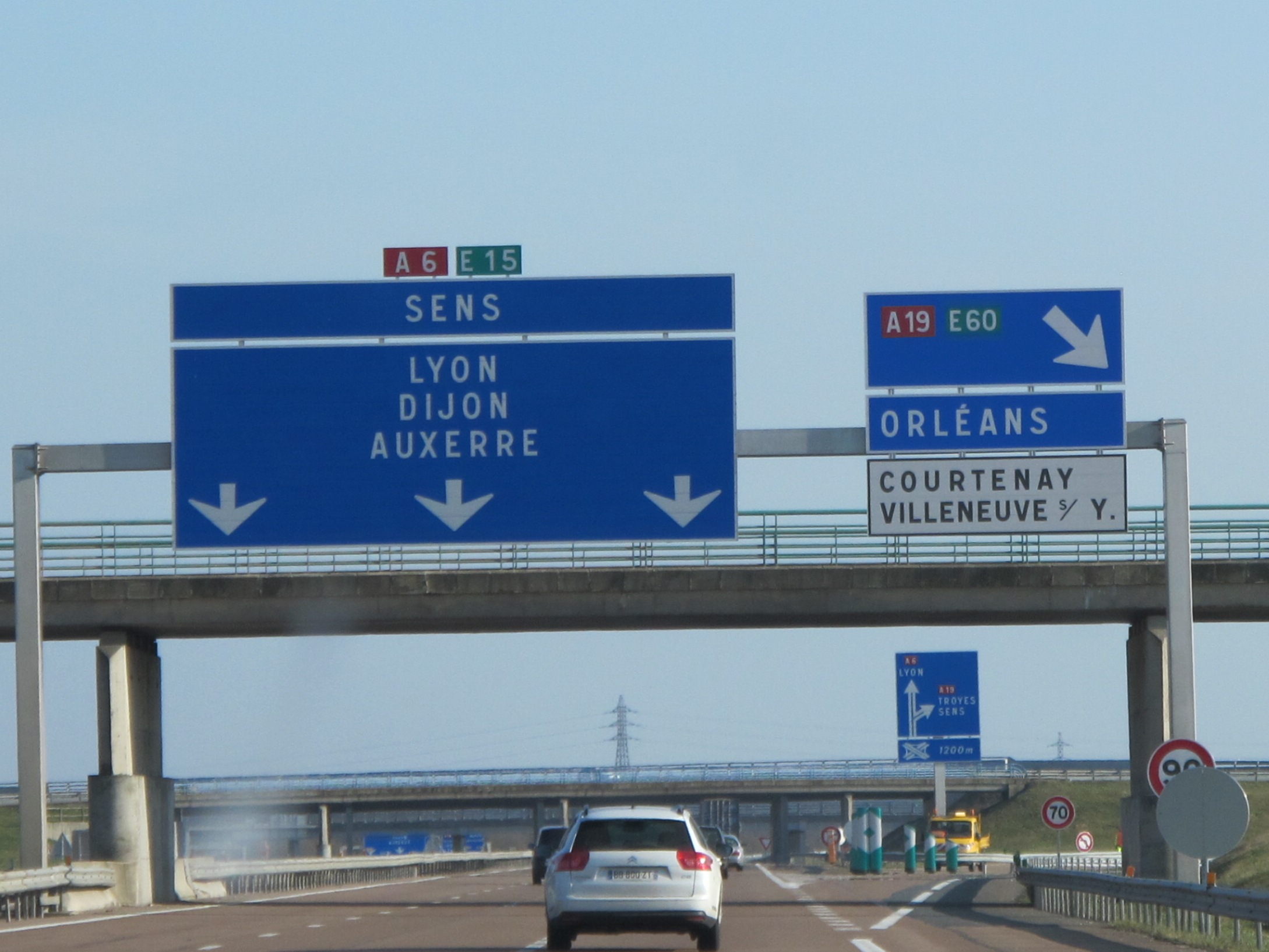
Échangeur autoroutier en France
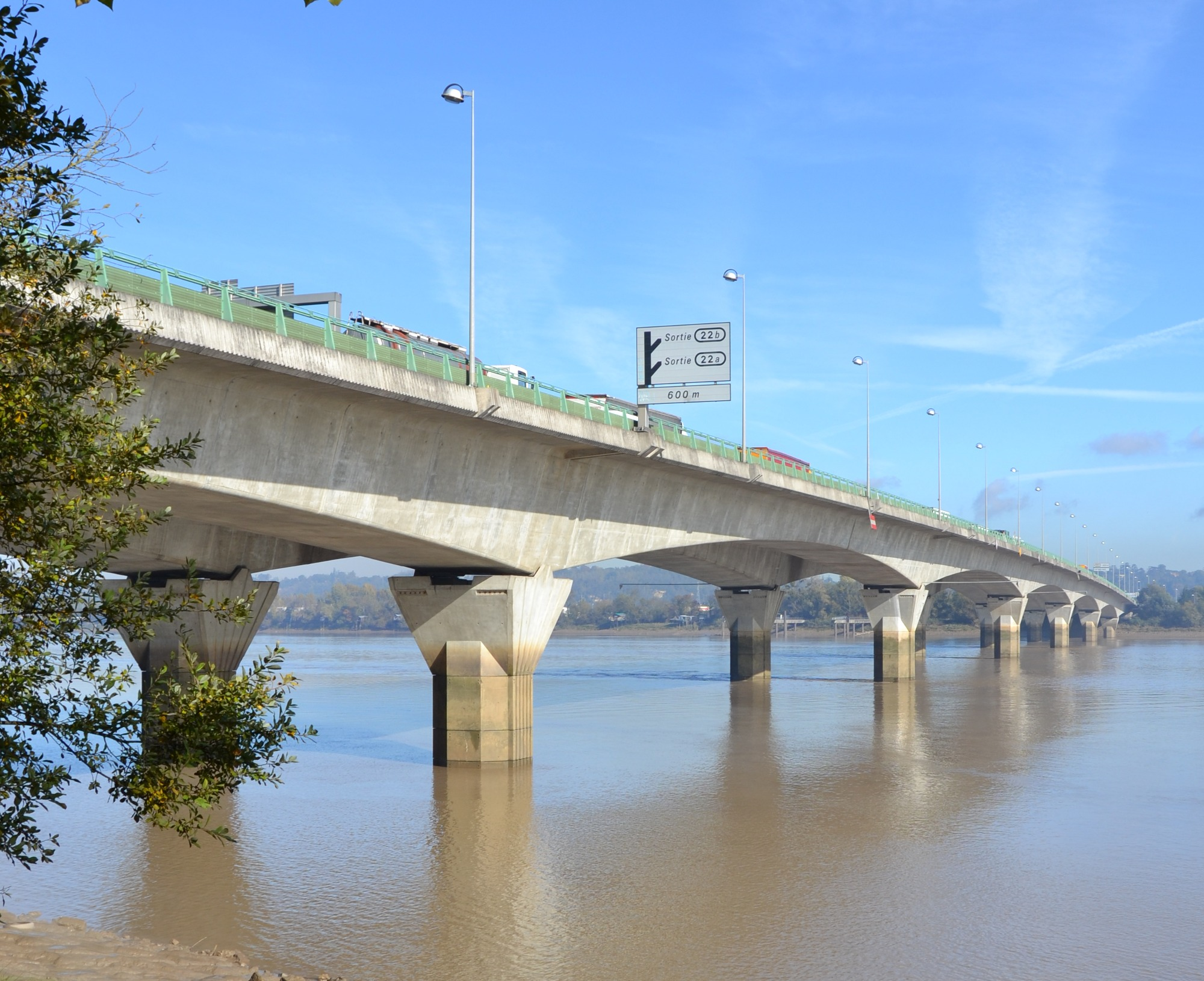
Pont François-Mitterrand (Bordeaux)

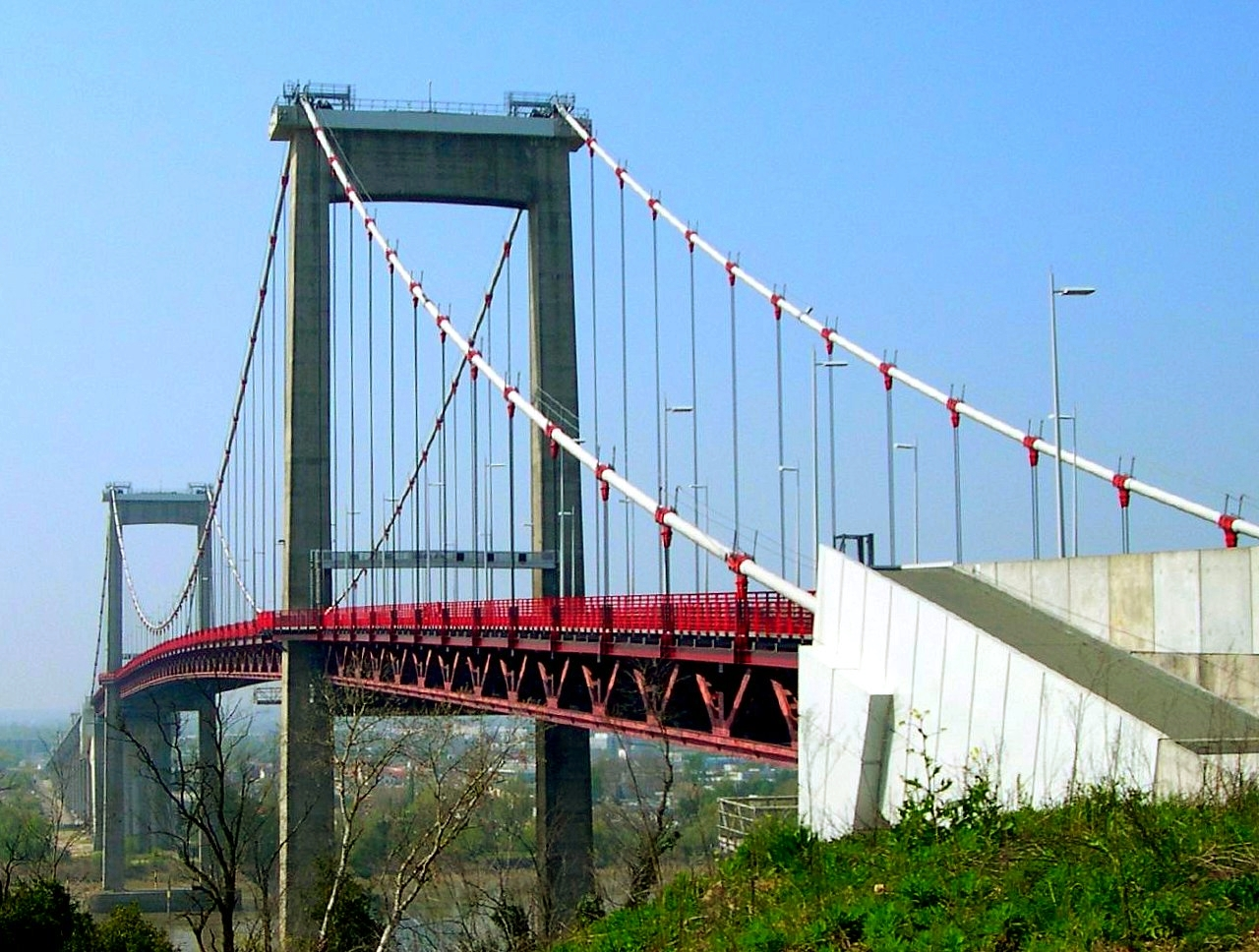
Pont d'Aquitaine
Viaduc de Millau
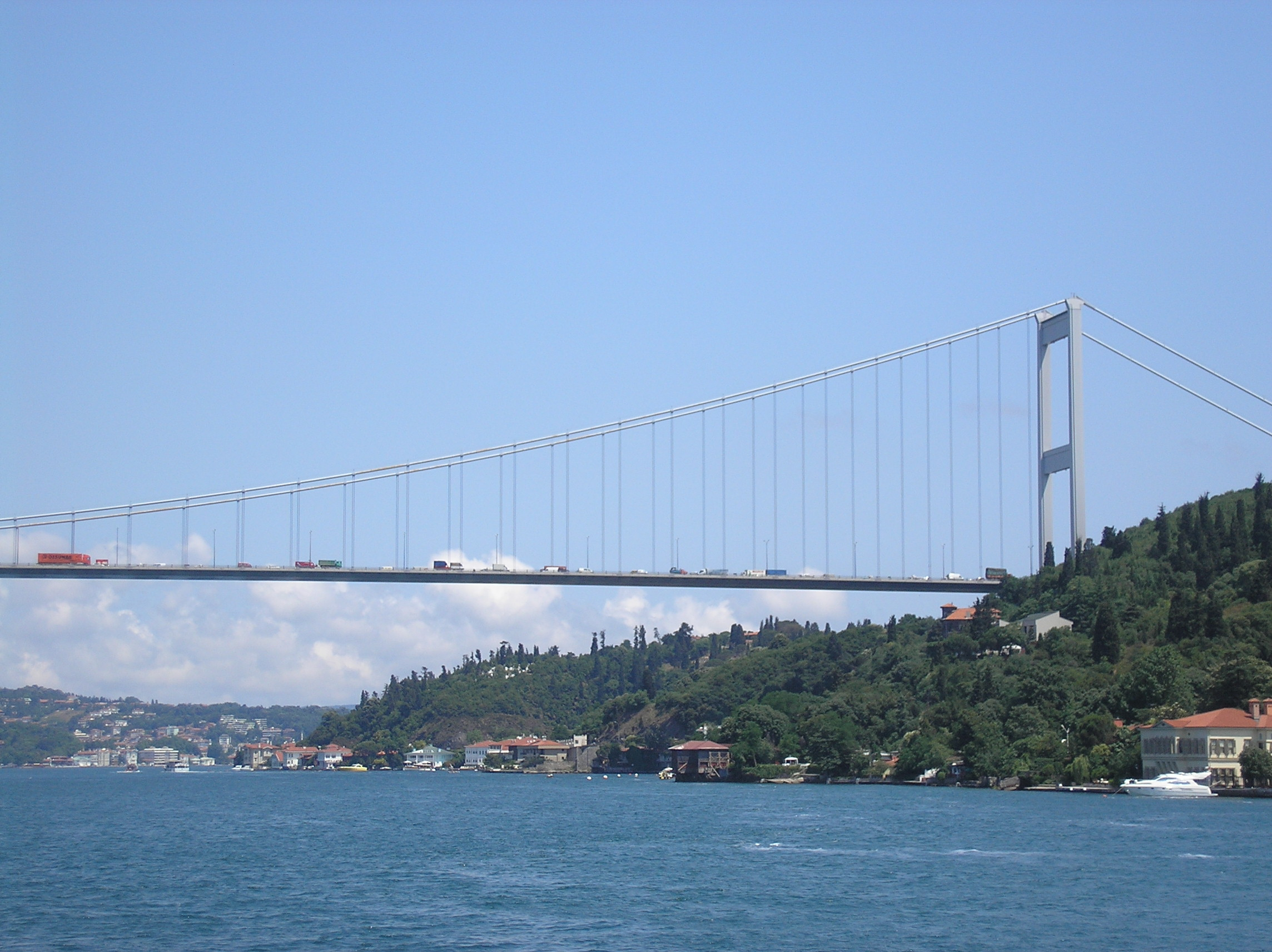
Pont Fatih Sultan Mehmet
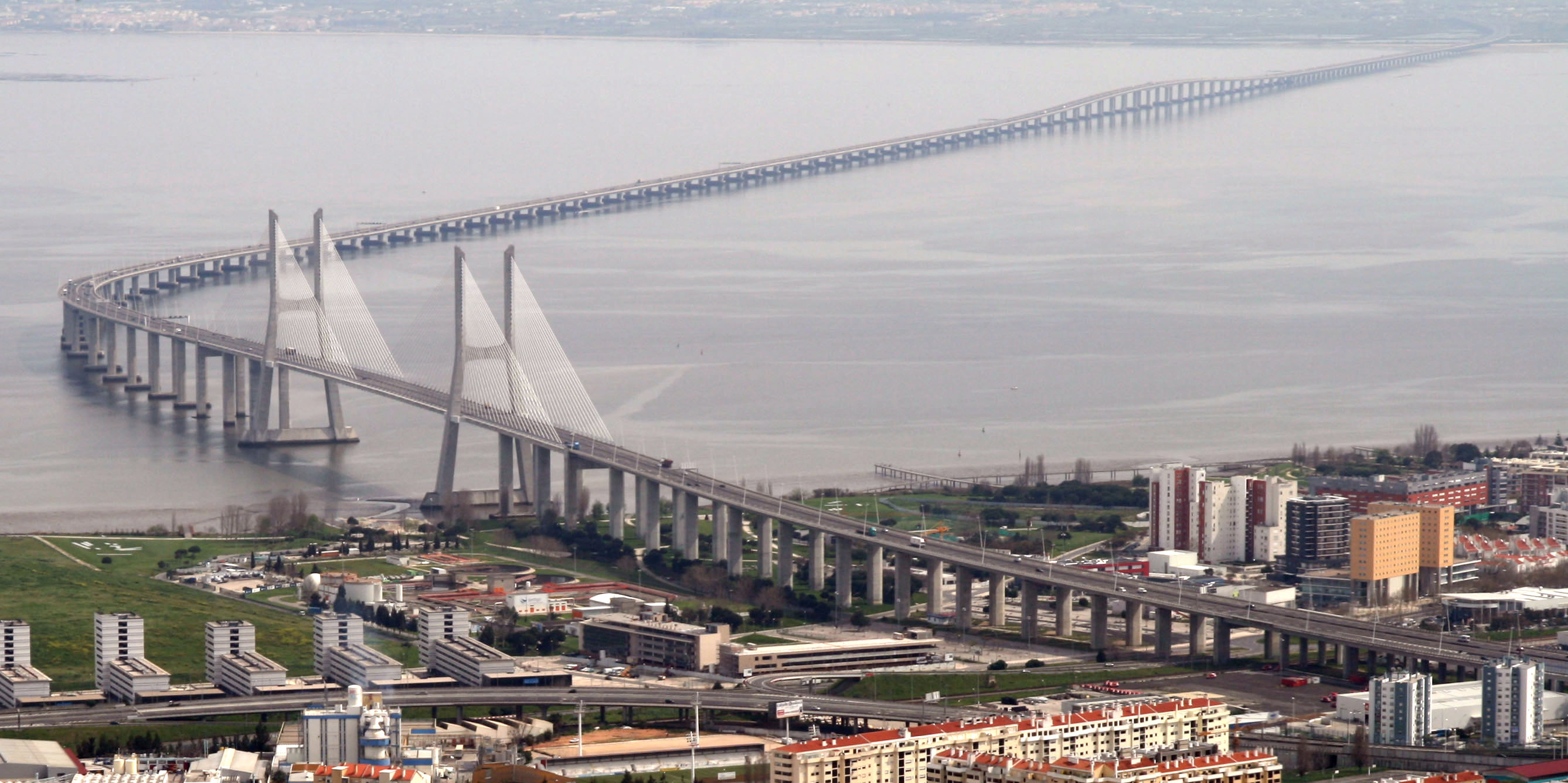
Pont Vasco da Gama
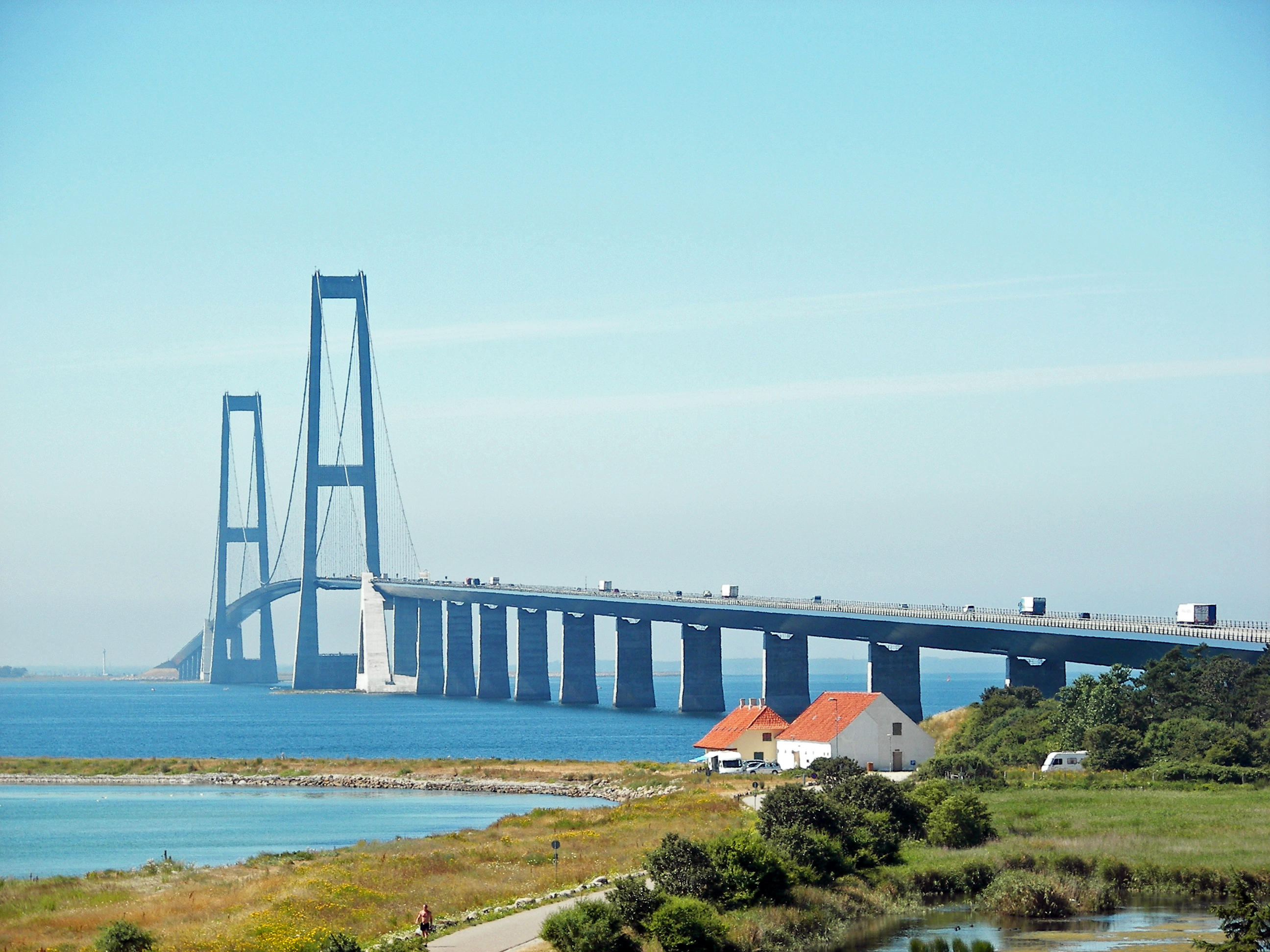
Liaison du Grand Belt

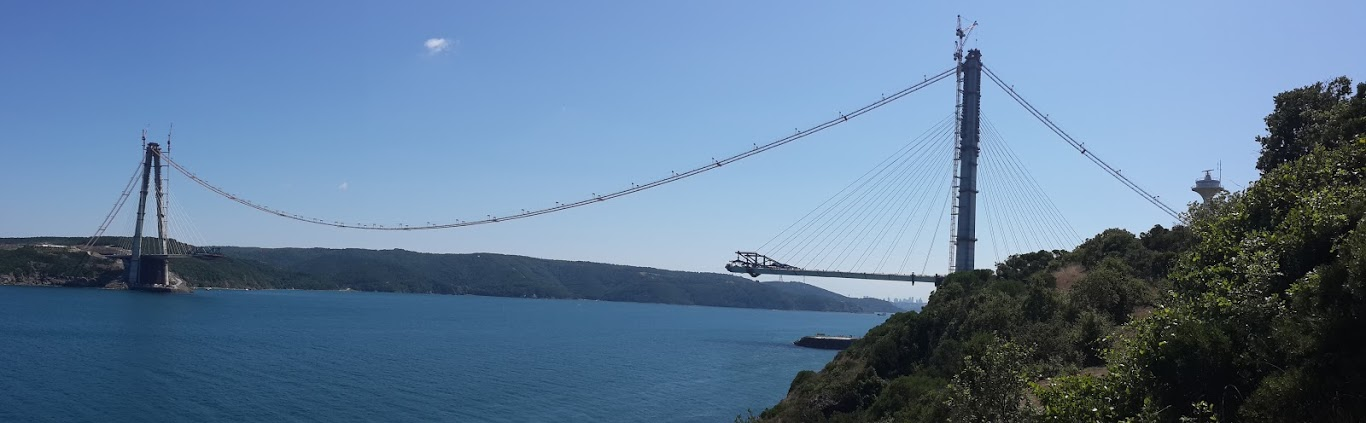
construction d'un pont autoroutier et ferroviaire, vers Istanbul

## Fréquentation

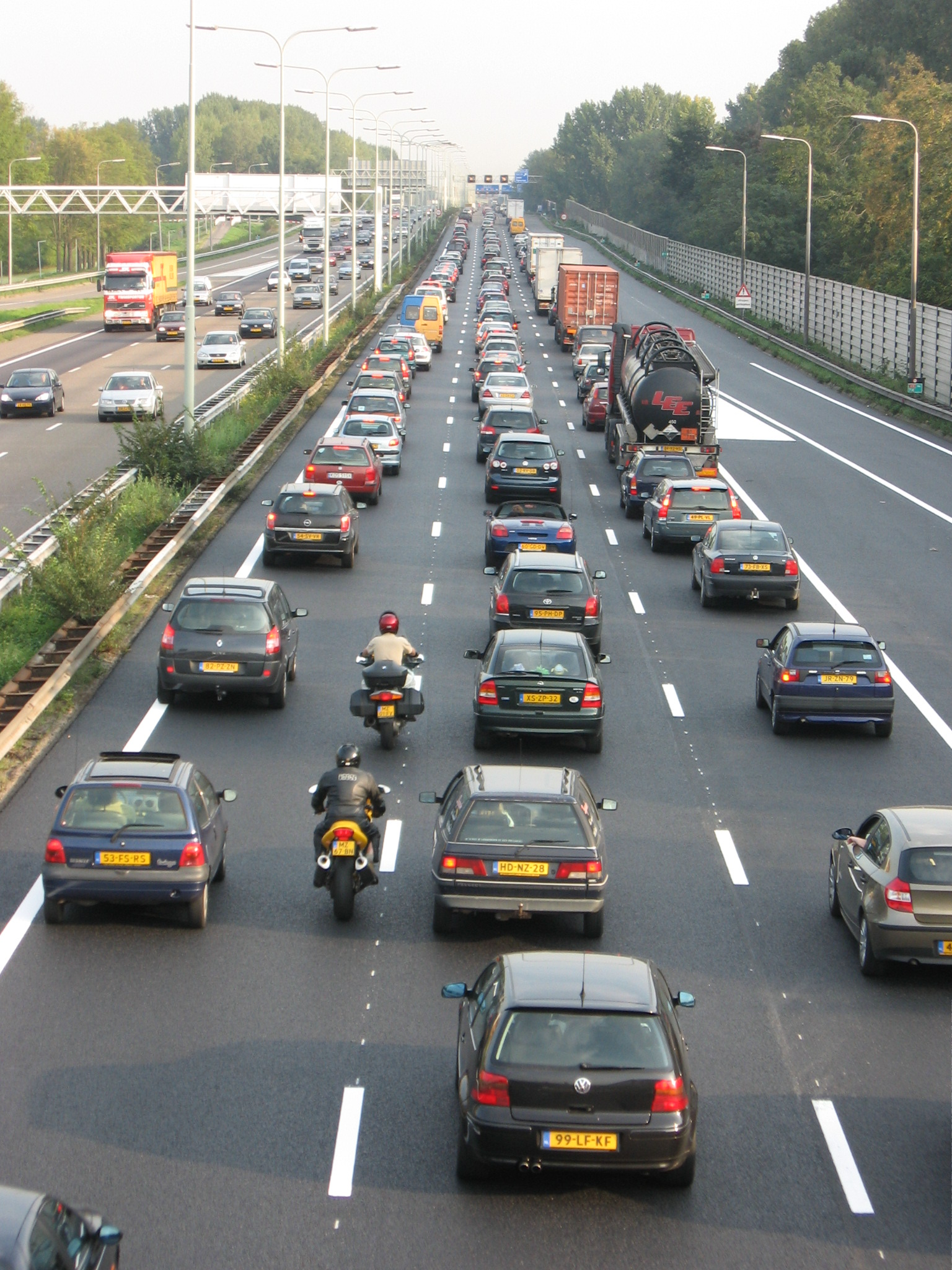
Trafic dense, voire arrêté, sur l'A13 des Pays-Bas

Sur le pont Fatih Sultan Mehmet, 150 000 véhicules passent quotidiennement dans les deux directions.
Toutefois, le trafic moyen est variable d'une autoroute à l'autre.
En France, le tronçon commun A10-A11 comptabilise 83 875 véhicules jours annualisés, et le tronçon Orange Narbonne-Sud comptabilise 64 420 véhicules jours annualisés. À l'inverse, à Saintes/Rochefort sur l'A837, le trafic n'est que de 10 388 véhicules jours annualisés.

## Environnement
Les autoroutes ont un impact certain sur l'environnement.
Les impacts sont nombreux et concernent notamment le bruit, la pollution de l'air ou la fragmentation paysagère, sans tenir compte des pollutions indirectes.
Pour cette raison, la problématique de la pollution environnementale doit être prise en compte dès la conception.

## Projets

### Projet Autoroute trans-européenne nord-sud

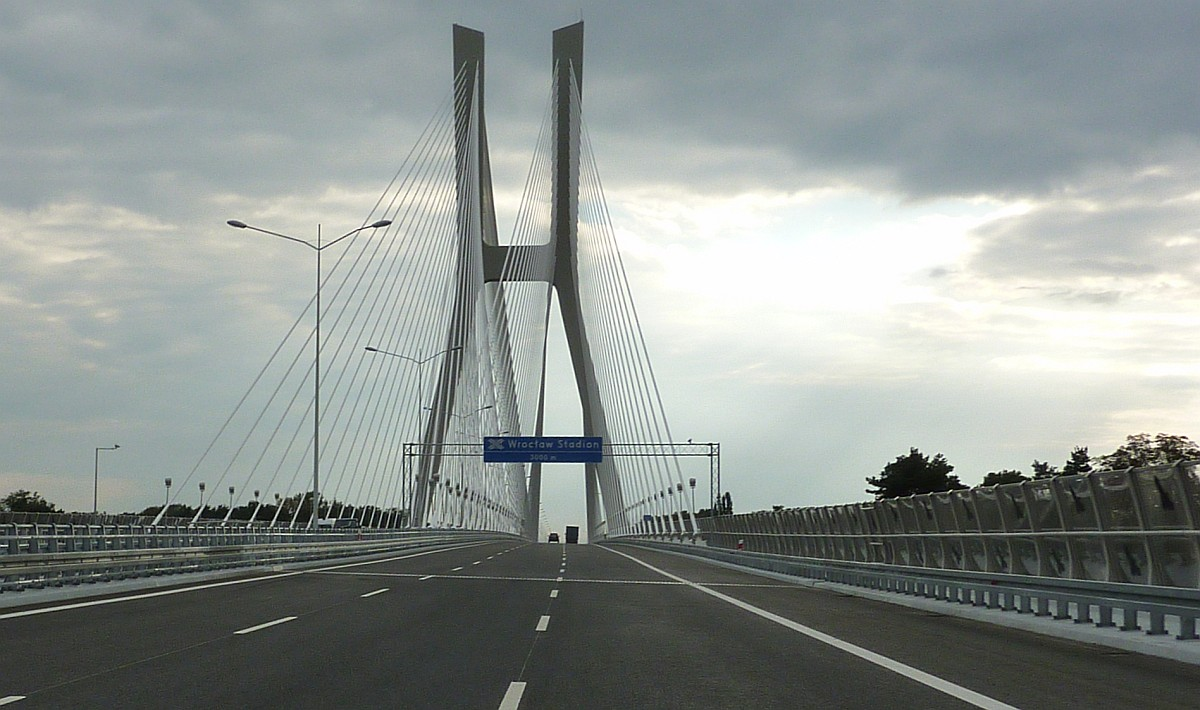
Le pont à haubans Most Rędziński sur l'Oder à Wrocław (Pologne).

L'un des projets d'autoroute est l'Autoroute trans-européenne nord-sud (TEM).
Les objectifs du projet sont « De faciliter le trafic routier en Europe entre et à travers les pays qui participent au projet, d’améliorer la qualité et l’efficacité des opérations de transport, de combler les écarts et rectifier les déséquilibres qui existent sur le réseau autoroutier entre l’Europe de l’ouest, de l’est, centrale et du sud-est et d’aider le processus d’intégration des systèmes européens d’infrastructures de transport, favorisant ainsi le développement global de la région »
Il contribue également au projet Euro-Asian Transport Links (EATL) au travers de la coopération UNECE - UNESCAP qui peut permettre de relier ces routes au réseau routier asiatique.
Ce projet concerne la construction de 294 routes dont une majorité d'autoroutes.
Il représente un budget de 115 milliards d'euros.
Ce projet est supporté par l'UNECE.
Quinze États y adhèrent, et trois États ont le statut d'observateur.
Une longueur de 24 000 kilomètres de route environ est concerné.
Il concerne à la fois la construction d'un réseau d'autoroute (motorway) et de routes express (expressway). Il vise à relayer des pays comme l'Italie, la Turquie, la Grèce ou la Pologne.
Ce projet s'appuie sur différents normes et standards tels que:
- les standards TEM de janvier 1981 et leurs révisions
- Texte consolidé de lEuropean Agreement on Main International Traffic Arteries (AGR)  voir route européenne
- Highway capacity manual (US Transportation Research Board Special Report 209)
- standardisation européenne (CEN/TC’s 226 et 227)

Le standard TEM prévoit essentiellement des voies d'une largeur de 3,75 m, et un déblaiement vertical (c'est-à-dire une hauteur) de 4,50 m.
La signalisation y est prévu en accord avec la convention de Vienne sur la signalisation routière, qui est précisée par le standard TEM quant aux dimensions des panneaux, et aux spécificités des panneaux d'information sur autoroute.
Le réseau prévoir également des aires de repose distantes d'un espace compris entre 15 et 25 kilomètres, et des aires de services d'une distance comprise entre 30 et 50 kilomètres.

### Autres projets
L'Europe est également concernée par d'autres projets (TRACEA, TINA, EATL...).
D'autres projets peuvent également être menés dans le cadre des liaisons de transport Europe-Asie.
Les Corridors paneuropéens sont des projets de l'Union européenne.

## Aires de service

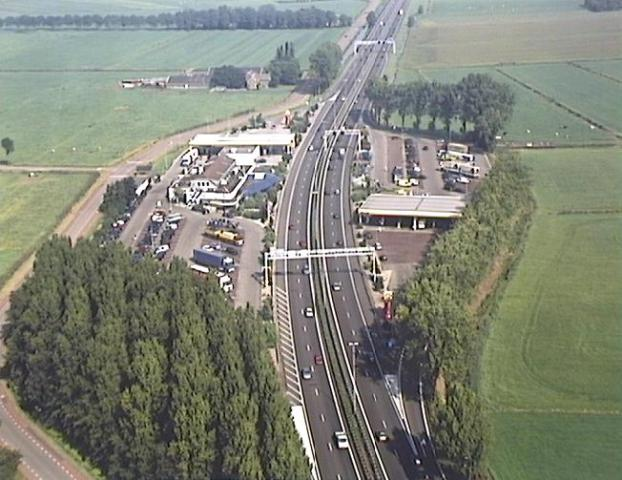
Aire de service aux Pays-Bas.

Les stations essence des autoroutes européennes ont été testées par des associations d’automobilistes qui leur ont trouvé des défauts.
Pour Jacob Bangsgaard, certaines aires de services manquent d'aide pour les personnes handicapées, offrent des sanitaires manquant de propreté, ont des prix trop élevés et/ou une absence d'affichage des prix des stations service.
Le pays ayant l'offre la moins bonne en termes d'aire de service est le Royaume-Uni,.